# Eudromaeosauria
Az Eudromaeosauria ('igazi dromaeosauridák') a dromaeosaurida theropoda dinoszauruszok egyik alcsoportja. Tagjai a kréta időszak aránylag nagy testű, tollas hiperhúsevői voltak (az étrendjük szinte teljesen más szárazföldi gerincesekből állt).
Az eudromaeosaurus fosszíliák szinte kizárólag az északi félgömbről ismertek. Először a kora kréta korban (a kora apti alkorszakban, mintegy 124 millió évvel ezelőtt) tűntek fel, és fennmaradtak a kréta időszak végéig (a maastrichti korszakig, 65,5 millió évvel ezelőttig). A legkorábbi eudromaeosaurus a Cedar Mountain-formációból, mintegy 124 millió évvel ezelőttről ismert dromaeosaurina, a Utahraptor ostrommaysorum. Bár lehetséges, hogy egy korábbi (143 millió éves) faj, a Nuthetes destructor egy velociraptorina eudromaeosaurus volt.

## Anatómia
Míg az egyes dromaeosauridák sokféle egyedi ökológiai fülkét töltöttek be, főként kisebb ragadozóként vagy nagyobb halevőként éltek, az eudromaeosaurusok nagy testű ragadozók voltak, amelyek gyakran közepes vagy nagyméretű zsákmányra vadásztak. Az eudromaeosaurusokat az általánosan nagy test mellett a lábaik sajátosságai jellemzik. A lábkarmaikhoz vezető, vérereket és a karmok szaruborításait tartó árkok elhelyezkedése eltért. A kezdetleges dromaeosauridáknál, például a Hesperonychusnál ezek az árkok kétoldalt, párhuzamosan futnak egymás mellett a karom teljes hosszában. Az eudromaeosaurusok esetében az árkok aszimmetrikusak, az egyik belső két részre tagolódik, és a karom irányában megemelkedik, a külső árok pedig továbbra is a középvonalhoz igazodik. Az eudromaeosaurusok másik egyedi jellegzetessége egy megnyúlt és megnagyobbodott, a második lábujj utolsó ujjpercén levő „sarkantyú”, amelyen a megnagyobbodott sarló alakú lábkarom helyezkedett el. Emellett a második lábujj első csontjához egy megnagyobbodott ízületi rész tartozott, a szokatlanul nagy karomhoz való további adaptációként, segítve az állatot abban, hogy a karmát a föld felett tartsa. Bazálisabb rokonaikéhoz viszonyítva az eudromaeosaurusok sarló alakú karma élesebb és pengeszerűbb volt. Az unenlagiinák és a microraptorinák karma a tövénél szélesebb.

## Osztályozás
Az Eudromaeosauriát először Nicholas R. Longrich és Philip J. Currie definiálták 2009-ben, csomópont-alapú kládként, ide sorolva a Dromaeosaurust, a Velociraptort, a Deinonychust és a Saurornitholestest, valamint legújabb közös ősüket és annak összes egyéb leszármazottját. Az egyes „alcsaládokat” szintén újradefiniálták kládként, rendszerint minden olyan fajt besorolva, amely közelebb áll a névadóhoz, mint a Dromaeosaurushoz vagy a többi alklád névadójához.
Az Eudromaeosauria alcsoportjainak tagjai gyakran áthelyeződnek az új elemzések eredményeként, de általában az alábbi csoportokat alkotják. A Velociraptorinae például hagyományosan a Velociraptorból, a Deinonychusból és a Saurornitholestesből áll, és bár a Tsaagan felfedezése támogatja ezt a csoportosítást, a Saurornitholestes besorolása továbbra is bizonytalan.
A Dromaeosaurinae rendszerint a közepestől az óriásiig terjedő méretű, dobozszerű koponyával rendelkező fajokat tartalmazza (a többi alcsalád tagjainak koponyájához általában szűkebb pofarész tartozik). Sok eudromaeosaurust egyetlen alcsaládba sem soroltak be, mivel túlságosan hiányosan őrződtek meg a megbízható filogenetikus elemzés elvégzéséhez (lásd lentebb a Törzsfejlődés szakaszt).
A különféle eudromaeosaurus nemek alábbi osztályozása Thomas Holtz 2010-ben publikált táblázatát követi, egyéb esetben a források fel lettek tüntetve.
- Eudromaeosauria
  - Dromaeosaurinae alcsalád[6]
    - Achillobator
    - Adasaurus?
    - Dromaeosaurus
    - Utahraptor

  - Saurornitholestinae alcsalád[3]
    - Atrociraptor?
    - Bambiraptor
    - Saurornitholestes

  - Velociraptorinae alcsalád[7]
    - Balaur?
    - Deinonychus
    - Itemirus?[3]
    - Linheraptor
    - Nuthetes?[2]
    - Tsaagan
    - Velociraptor

### Törzsfejlődés
Az alábbi kladogram Longrich és Currie 2009-es elemzése alapján készült.
|  | Saurornitholestes |
|  |                   |
|  | Atrociraptor      |
|  |                   |
|  | Bambiraptor       |
|  |                   |

|  | Velociraptor |
|  |              |
|  | Itemirus     |
|  |              |

|  | Adasaurus |
|  |           |
|  | Tsaagan   |
|  |           |

|  | Velociraptor |
|  |              |
|  | Itemirus     |
|  |              |

|  | Adasaurus |
|  |           |
|  | Tsaagan   |
|  |           |

|  | Dromaeosaurus |
|  |               |
|  | Utahraptor    |
|  |               |
|  | Achillobator  |
|  |               |

|  | Velociraptor |
|  |              |
|  | Itemirus     |
|  |              |

|  | Adasaurus |
|  |           |
|  | Tsaagan   |
|  |           |

|  | Velociraptor |
|  |              |
|  | Itemirus     |
|  |              |

|  | Adasaurus |
|  |           |
|  | Tsaagan   |
|  |           |

|  | Dromaeosaurus |
|  |               |
|  | Utahraptor    |
|  |               |
|  | Achillobator  |
|  |               |

|  | Velociraptor |
|  |              |
|  | Itemirus     |
|  |              |

|  | Adasaurus |
|  |           |
|  | Tsaagan   |
|  |           |

|  | Velociraptor |
|  |              |
|  | Itemirus     |
|  |              |

|  | Adasaurus |
|  |           |
|  | Tsaagan   |
|  |           |

|  | Dromaeosaurus |
|  |               |
|  | Utahraptor    |
|  |               |
|  | Achillobator  |
|  |               |

|  | Velociraptor |
|  |              |
|  | Itemirus     |
|  |              |

|  | Adasaurus |
|  |           |
|  | Tsaagan   |
|  |           |

|  | Velociraptor |
|  |              |
|  | Itemirus     |
|  |              |

|  | Adasaurus |
|  |           |
|  | Tsaagan   |
|  |           |

|  | Dromaeosaurus |
|  |               |
|  | Utahraptor    |
|  |               |
|  | Achillobator  |
|  |               |

|  | Saurornitholestes |
|  |                   |
|  | Atrociraptor      |
|  |                   |
|  | Bambiraptor       |
|  |                   |

|  | Velociraptor |
|  |              |
|  | Itemirus     |
|  |              |

|  | Adasaurus |
|  |           |
|  | Tsaagan   |
|  |           |

|  | Velociraptor |
|  |              |
|  | Itemirus     |
|  |              |

|  | Adasaurus |
|  |           |
|  | Tsaagan   |
|  |           |

|  | Dromaeosaurus |
|  |               |
|  | Utahraptor    |
|  |               |
|  | Achillobator  |
|  |               |

|  | Velociraptor |
|  |              |
|  | Itemirus     |
|  |              |

|  | Adasaurus |
|  |           |
|  | Tsaagan   |
|  |           |

|  | Velociraptor |
|  |              |
|  | Itemirus     |
|  |              |

|  | Adasaurus |
|  |           |
|  | Tsaagan   |
|  |           |

|  | Dromaeosaurus |
|  |               |
|  | Utahraptor    |
|  |               |
|  | Achillobator  |
|  |               |

|  | Velociraptor |
|  |              |
|  | Itemirus     |
|  |              |

|  | Adasaurus |
|  |           |
|  | Tsaagan   |
|  |           |

|  | Velociraptor |
|  |              |
|  | Itemirus     |
|  |              |

|  | Adasaurus |
|  |           |
|  | Tsaagan   |
|  |           |

|  | Dromaeosaurus |
|  |               |
|  | Utahraptor    |
|  |               |
|  | Achillobator  |
|  |               |

|  | Velociraptor |
|  |              |
|  | Itemirus     |
|  |              |

|  | Adasaurus |
|  |           |
|  | Tsaagan   |
|  |           |

|  | Velociraptor |
|  |              |
|  | Itemirus     |
|  |              |

|  | Adasaurus |
|  |           |
|  | Tsaagan   |
|  |           |

|  | Dromaeosaurus |
|  |               |
|  | Utahraptor    |
|  |               |
|  | Achillobator  |
|  |               |

## Fordítás
- Ez a szócikk részben vagy egészben az Eudromaeosauria című angol Wikipédia-szócikk ezen változatának fordításán alapul.  Az eredeti cikk szerkesztőit annak laptörténete sorolja fel. Ez a jelzés csupán a megfogalmazás eredetét és a szerzői jogokat jelzi, nem szolgál a cikkben szereplő információk forrásmegjelöléseként.